# Asmir Suljić
Asmir Suljić je bosanski nogometaš z madžarskim potnim listom. Trenutno je igralec brez kluba, po sporazumni prekintvi pogodbe s poljskim prvoligašem Zagłębie Lubin januarja 2020. Rojen 11. septembra 1991 (27) v Srebrnici (BIH). 
Igra na poziciji levega/desnega krila ali na poziciji "polšpice" oziroma napadalnega vezista. Odlikujejo ga hitrost, prodornost, preigravanje in izvrstno obvladovanje žoge. Bolj kot doseganju zadetkov je Asmir nagnjen k asistiranju svojim soigralcem. V dosedanji karieri je igral za FK Butimir, FK Sarajevo, Ujpest FC, Videoton FC in NK Olimpija Ljubljana, v poletnem prestopnem roku 2019 pa je na zadnji dan prestopil k Zagłebie iz Lubina na Poljskem, kjer pa se je obdržal le 4 mesece. Za U21 reprezentanco Bosne in Hercegovine je odigral tudi eno tekmo.
Trenutna vrednost po transfermarketu je 850 tisoč €.